# La Rançon d'une vie
La Rançon d'une vie (We Have Your Husband) est un téléfilm américain réalisé par Eric Bross, diffusé le 12 novembre 2011 sur Lifetime.

## Fiche technique
- Titre original : We Have Your Husband
- Réalisation : Eric Bross
- Scénario : J.B. White, d'après les livres écrits par Mark Ebner (en) et Jayne Valseca
- Photographie : Horacio Marquinez
- Musique : Joseph Julian Gonzalez (en)
- Pays : États-Unis
- Durée : 87 minutes

## Distribution
- Teri Polo : Jayne Valseca[2]
- Esai Morales : Eduardo Valseca[2]
- Nicholas Gonzalez (VF : Didier Cherbuy)  : Raul
- Olivia d'Abo : Olivia
- William R. Moses : Wimberly
- Danny Mora : Gustavo Otero
- Gizza Elizondo : Luz Valseca
- Christopher Saavedra : Diego
- Nikki Hahn : Maria Valseca
- Ina Barron : Antonieta Garcia